# كلية الصيدلة الإكلينكية (جامعة الملك فيصل)
كلية الصيدلة الإكلينكية بجامعة الملك فيصل هي إحدى الكليات التي تهتم بدراسة مجال الصيدلة في جامعة الملك فيصل في محافظة الأحساء في المنطقة الشرقية في دولة السعودية.

## التاريخ
تأسست كلية الصيدلة الإكلينيكية في جامعة الملك فيصل مدينة الهفوف بالأحساء بناءً على القرار الصادر في عام 1423 هـ، للارتقاء بمهنة الصيدلة.

## الأقسام العلمية
تشمل كلية الصيدلة الإكلينكية 3 أقسام رئيسية وهي قسم العلوم الصيدلة، وقسم العلوم الطبية الحيوية، وقسم الممارسة الصيدلية.

### قسم العلوم الصيدلة
قسم العلوم الصيدلية الأساسية يشمل الصيدلة الحيوية، وحركية الدواء داخل الجسم، والكيمياء الدوائية، والكيمياء التحليلية، وعلم العقاقير، وعلم الأدوية.

### قسم العلوم الطبية الحيوية
قسم العلوم الطبية الحيوية يشمل علوم الحياة التطبيقية، والأبحاث الطبية الحيوية، والأبحاث في مجال التعليم الطبي.

### قسم الممارسة الصيدلية
قسم الممارسة الصيدلية يشمل على التدريب الإكلينيكي في مجالات معلومات الأدوية، والتدريب المؤسسي، والطب الباطني، والعناية المركزة، وطب الطوارئ، وأمراض القلب، والبحوث العلمية ونتائجها، والأمراض المعدية، وحركية الدواء، والإسعافات الأولية في حالات الطوارئ، والتدريب في الصيدليات.